# Kaledonia
Kaledonia (w większości dzisiejsza Szkocja) – kraina historyczna na północy Wielkiej Brytanii. Była jedyną częścią tej wyspy, która nie została podbita przez Rzym. Zamieszkana przez Kaledończyków, skutecznie opierała się najazdom zarówno Rzymian, jak i kolejnym falom Celtów.
Dla odgrodzenia się od piktyjskich plemion Kaledończyków Rzymianie wznieśli dwie potężne budowle fortyfikacyjne – Mur Hadriana i Mur Antoninusa.